# Riedscharbe
Die Riedscharbe (Microcarbo africanus, Syn.: Phalacrocorax africanus) ist ein Meeresvogel aus der Familie der Kormorane.

## Beschreibung
Die Riedscharbe ist ein kleiner Kormoran, der eine Länge von 50 bis 55 Zentimeter und eine Flügelspannweite von 85 Zentimeter erreicht. Das Gefieder ist hauptsächlich schwarz und zeigt ein grünliches Glänzen während der Brutzeit. Die Flügeldecken sind silbrig. Die Riedscharbe besitzt einen länglichen Schwanz, einen kurzen Kamm und eine rötliche oder gelbliche Gesichtshaut.
Die Geschlechter sehen gleich aus. Nicht brütende Erwachsene und Jungvögel sind jedoch bräunlicher gefärbt.

## Verbreitung und Lebensweise

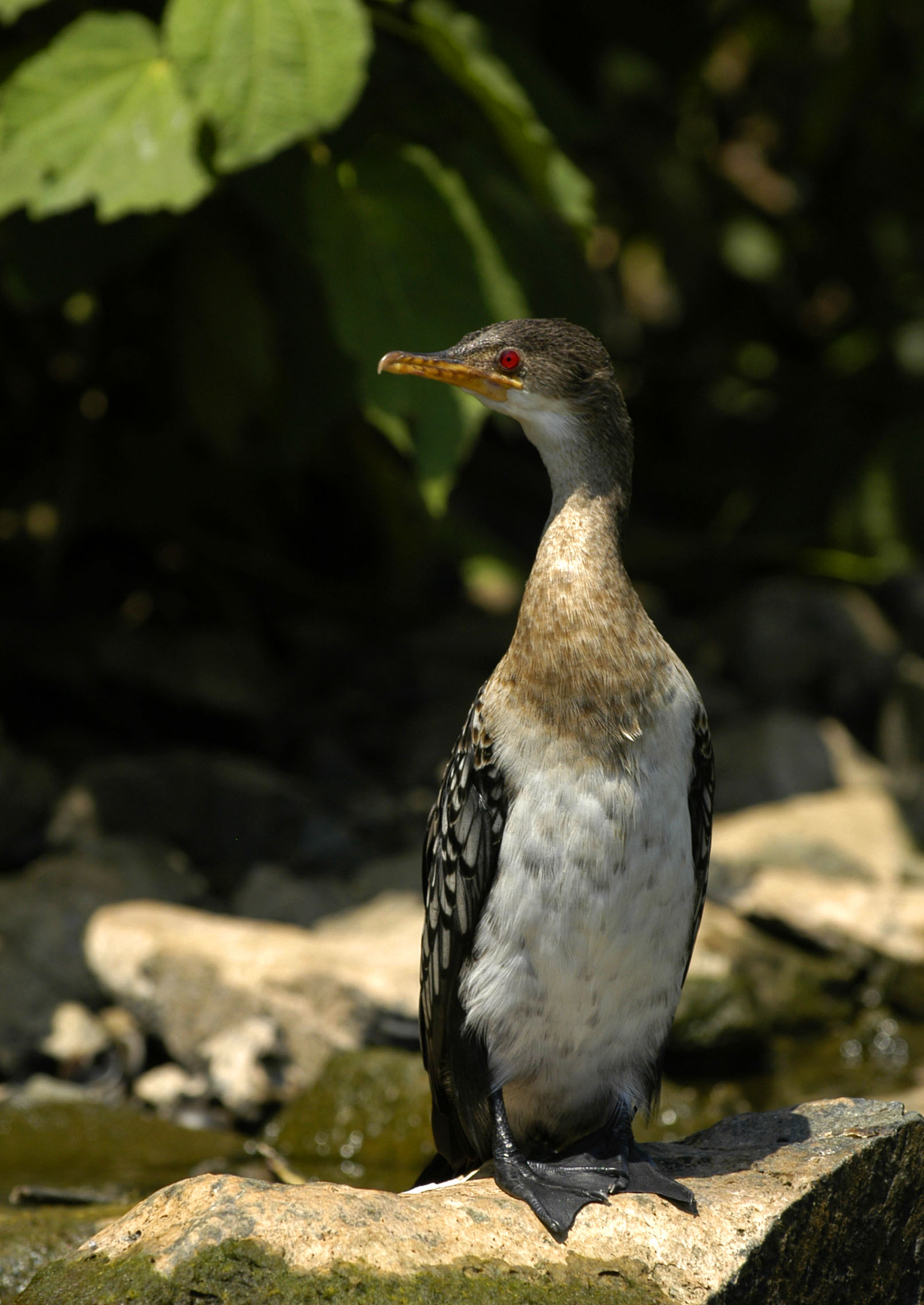
Jungvogel am Blauen Nil in Äthiopien

Die Riedscharbe ist vor allem in Afrika südlich der Sahara und in Madagaskar beheimatet. Sie ist eine häufige und weit verbreitete Vogelart. Sie ist ein Standvogel, führt jedoch saisonale Zugbewegungen durch.

## Fortpflanzung

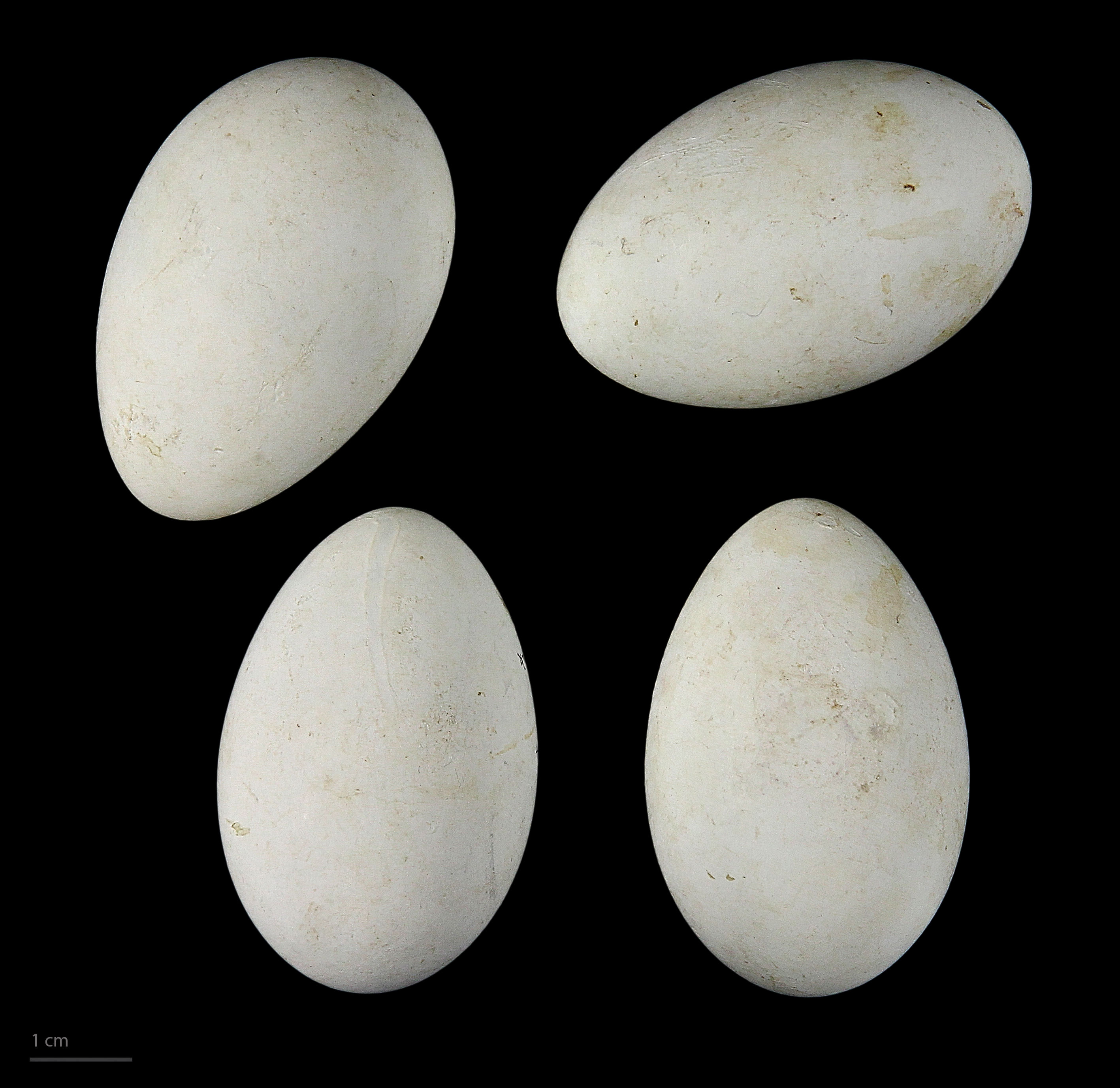
Gelege der Riedscharbe im Museum von Toulouse

Riedscharben brüten in Flussauen oder an ruhigen Küsten. Zwei bis vier Eier werden in einem Nest auf dem Boden oder auf einem Baum gelegt.

## Nahrung
Die Riedscharbe kann in beträchtlichen Tiefen tauchen, bevorzugt aber gewöhnlich flaches Wasser bei der Nahrungssuche. Häufig bringt sie ihre Beute zur Oberfläche. Ihre Nahrung besteht aus einer breiten Auswahl an Fischen.